# Char Rajibpur
Char Rajibpur è un sottodistretto (upazila) del Bangladesh situato nel distretto di Kurigram, divisione di Rangpur. Si estende su una superficie di 111,03 km² e conta una popolazione di 73.373 abitanti (censimento 2011).